# Станка, Доминик
Доминик Станка (рум. Dominic Stanca, 4 октября 1892 — 1 апреля 1979) — румынский врач, один из первых румынских онкогинекологов, доктор медицины (1916), профессор, общественный деятель и мемуарист. Основатель и руководитель онкогинекологической клиники в Клуже (ныне носит его имя), женской лечебницы в Орэштие и госпиталя «Красного Креста» в Сучаве.
Автор воспоминаний Между двумя фронтами, опубликованных в 1935 году и отмеченных наградой Румынской академии.